# Territorialkonflikt zwischen Belize und Guatemala

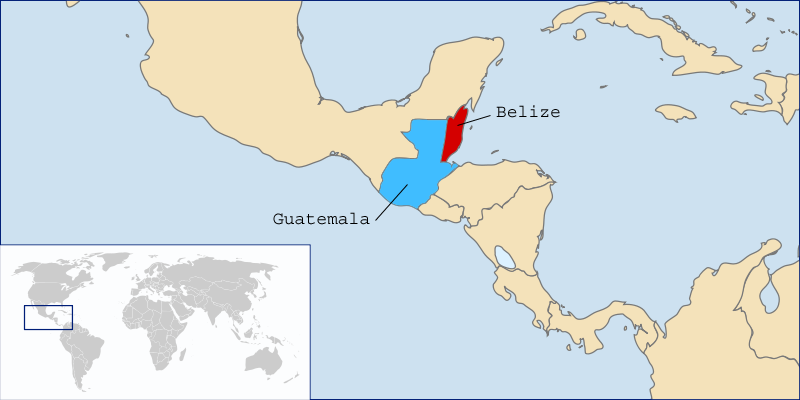
Lage von Belize und Guatemala in Mittelamerika

Der Territorialkonflikt zwischen Belize und Guatemala ist ein Disput zwischen den beiden benachbarten mittelamerikanischen Staaten Belize und Guatemala. Seit der Unabhängigkeit Guatemalas im Jahr 1821 erhebt dieses Anspruch auf belizisches Territorium.

## Geschichte

### Anfänge und die Kolonie Britisch-Honduras
Nach der Entdeckung Amerikas durch europäische Seefahrer wurde ganz Mittelamerika nach und nach von Spanien in Besitz genommen. Ab dem 17. Jahrhundert ließen sich immer mehr britische Siedler (Baymen) an der Küste Belizes nieder, die sich anfänglich dort der Piraterie und später der Holzgewinnung und Plantagenwirtschaft widmeten. Dazu wurden viele afrikanische Sklaven importiert. Obwohl Belize nominell weiter unter spanischer Herrschaft blieb, gewannen die britischen Kolonisten immer mehr Unabhängigkeit. Ein Versuch der spanischen Kolonialmacht, während der napoleonischen Koalitionskriege das Gebiet wieder unter Kontrolle zu bringen schlug im Gefecht von St. George’s Caye am 10. September 1798 fehl. Im Rahmen der südamerikanischen Unabhängigkeitskriege erlangte 1821 Guatemala die Unabhängigkeit (zunächst als Teil Mexikos, und von 1823 bis 1839 als Teil der Zentralamerikanischen Konföderation). Der Status Belizes blieb weiter ungeklärt. Formell hatte Spanien nie die Oberhoheit Großbritanniens über Belize anerkannt, und auch die aus den spanischen Kolonien neu entstandenen lateinamerikanischen Republiken taten dies nicht. Spätestens ab den 1830er Jahren betrachtete die britische Regierung jedoch das Gebiet zwischen Río Hondo im Norden und Río Sarstún (Sarstoon River) im Süden als britischen Besitz.
Nachdem das Vereinigte Königreich zuvor schon regulierend in die Belange der Pflanzersiedlungen eingegriffen hatte (insbesondere mit der Durchsetzung der Abschaffung der Sklaverei 1833–1838 und der Verfügung einer gewählten Versammlung zur Selbstverwaltung 1854) kam es im April 1859 zum Abschluss einer Konvention zwischen der Regierung Guatemalas und der britischen Regierung über die Grenze Guatemalas zur britischen Plantagenkolonie. Von britischer Seite wurde dies als formelle Anerkennung der britischen Herrschaft über Belize seitens Guatemalas interpretiert. Der Vertrag enthielt jedoch einen Artikel (Nr. 7), in dem der Bau einer Straße zwischen der Hauptstadt Guatemalas und Belize vereinbart wurde. Eine anschließend entsandte britische Kommission stellte fest, dass der Bau einer solchen Straßenverbindung weit kostspieliger sein würde, als zunächst angenommen. Daher kam es 1863 zu einem weiteren Vertragsentwurf, in dem sich Großbritannien zur Zahlung von 50.000 Pfund Sterling verpflichte, um den Bau der Straße zu ermöglichen. Dieser zweite Vertrag wurde von Guatemala nie ratifiziert und auch spätere britische Angebote (1895: 50.000 £ zum Bau einer Eisenbahn von Belize zur guatemaltekischen Grenze, 1934: Bau einer Straße auf demselben Grund, 1946: Zahlung von 50.000 £ zur Kompensation aller Forderungen Guatemalas) wurden von Guatemala abgelehnt. Darauf gründete sich die spätere legalistische Argumentation Guatemalas, dass der Vertrag von 1859 null und nichtig sei, während die britische Seite argumentierte, dass dies nur den Paragraphen 7 aus dem Vertragswerk betreffe. Im Jahr 1862 wurde Belize in einem einseitigen Akt durch die britische Regierung formell zur Kolonie Britisch-Honduras erklärt.
In der Folgezeit wurden Ansprüche auf Britisch-Honduras sowohl von Mexiko, als auch von Guatemala erhoben. Mexiko beanspruchte das Territorium von Britisch-Honduras bis zum Sibun River, verzichtete aber in einem Vertrag mit Großbritannien 1893 auf diesen Anspruch. Später erklärte Mexiko, dass es seine Ansprüche wieder aufnehmen werde, sollte Guatemala in seinen Ansprüchen auf belizisches Territorium erfolgreich sein. Am 25. und 26. August 1931 kam es zu einem diplomatischen Notenaustausch zwischen der guatemaltekischen und der britischen Regierung, in der die Grenze zwischen Britisch-Honduras und Guatemala festgelegt wurde.

### Entwicklungen seit 1945 bis zur Unabhängigkeit Belizes 1981

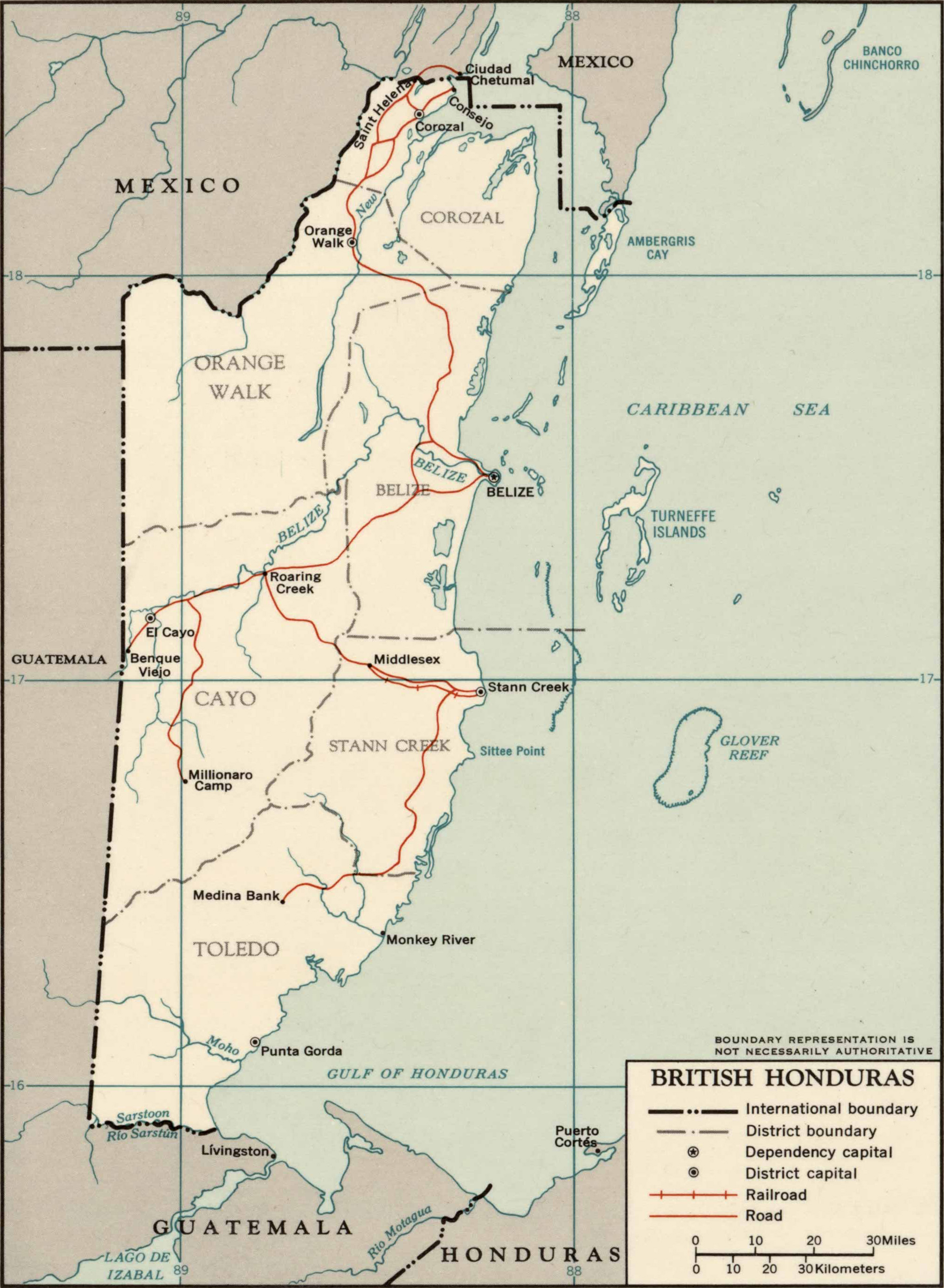
Karte von Britisch-Honduras 1965

Im September 1945, als abzusehen war, dass die britische Kolonialherrschaft in nicht allzu ferner Zeit zu Ende gehen würde, nahm Guatemala einen Artikel in seine Verfassung auf, in dem Britisch-Honduras als guatemaltekisches Territorium bezeichnet wurde. in den Nachkriegsjahrzehnten kam es zu einer allmählichen Dekolonisierung von Britisch-Honduras. Ab 1961 fanden Verhandlungen zwischen Großbritannien und Guatemala statt, die 1963 ergebnislos endeten, woraufhin Guatemala vorübergehend die diplomatischen Beziehungen zu Großbritannien abbrach. Auch ein Vermittlungsversuch der Vereinigten Staaten führte zu keinem Ergebnis. Ab 1969 kam es erneut zu Verhandlungen, die aber abrupt endeten, nachdem Großbritannien 1972 den Flugzeugträger Ark Royal mit 8000 Soldaten zu amphibischen Übungen an die Küste von Britisch-Honduras entsandte, um einer angeblich drohenden guatemaltekischen Invasion zu begegnen. Am 1. Juni 1973 wurde die Kolonie in Belize umbenannt.
Die übrigen lateinamerikanischen Staaten unterstützten anfänglich die Ansprüche Guatemalas. Die internationale Position Guatemalas wurde allerdings durch die chronische politische Instabilität des Landes und die wiederholten Putsche geschwächt. Als erster Staat Lateinamerikas sprach sich Kuba unter Fidel Castro im Dezember 1975 für ein unabhängiges Belize aus. Der mexikanische Präsident Luis Echeverría Álvarez warnte 1976 vor einer Destabilisierung Mittelamerikas durch die Ansprüche Guatemalas. Ab 1976 warb Panamas Präsident Omar Torrijos für die Unabhängigkeit Belizes und 1979 erklärte die Sandinisten-Regierung Nicaraguas ihre Unterstützung für ein unabhängiges Belize. Am 21. September 1981 wurde Belize von Großbritannien in die Unabhängigkeit entlassen, ohne dass eine Einigung mit Guatemala erzielt worden war. Bei den Abstimmungen in der 36. Generalversammlung der Vereinten Nationen im September 1981 war Guatemala mit seinem Standpunkt vollständig isoliert. Der Antrag Belizes auf Aufnahme als Mitgliedsstaat in die Vereinten Nationen wurde am 25. September 1981 mit 144 zu einer Stimme (der Stimme Guatemalas) angenommen.

### Nach der Unabhängigkeit Belizes

Gebietsansprüche Guatemalas nach 1999

Nach der Unabhängigkeit Belizes verblieben weiterhin britische Truppen im Land. Nachdem eine eigene belizische Streitmacht ausgebildet worden war, verließen die britischen Militärs im Januar 1995 zum größten Teil das Land. Einige Militärspezialisten verblieben jedoch auch nach 1995 in Belize. Ab 1988 kam es zu Verhandlungen zwischen Guatemala und Belize, bei denen Großbritannien einen Beobachterstatus hatte. 1991 erkannte Guatemala Belize diplomatisch an.
Am 24. Januar 2001 revidierte die Regierung Guatemalas ihren bisherigen Territorialanspruch auf ganz Belize und reduzierte diesen auf die Region zwischen dem Sibun River und dem Río Sarstún (Sarstoon River), mit der Begründung, dass dieses Gebiet historisch zum guatemaltekischen Departamento Verapaz gehört habe, das nicht von den früheren spanisch-britischen und dem britisch-guatemaltekischen Vertrag von 1859 betroffen gewesen sei.
Am 8. Dezember 2008 unterzeichneten Vertreter Belizes und Guatemalas nach Vermittlung der Organisation Amerikanischer Staaten (OAS) in Washington, D.C. ein Abkommen, nach dem der Territorialstreit durch den Internationalen Gerichtshof entschieden werden sollte. Außerdem sollte in beiden Ländern ein Referendum über die Frage abgehalten werden, ob die Entscheidung dem Internationalen Gerichtshof übertragen werden solle. Am 15. April 2018 fand in Guatemala ein entsprechendes Referendum statt. Bei einer Wahlbeteiligung von etwa 25 % stimmten ungefähr 95 % der Wähler für die Übertragung der Entscheidung an den Internationalen Gerichtshof. In Belize war die Idee der Entscheidung durch den Internationalen Gerichtshof weniger populär, weil hier im günstigsten Fall nur der Status quo bestätigt worden wäre, im ungünstigsten Fall dagegen der Verlust eines großen Teils des Staatsgebietes drohte.  Am 8. Mai 2019 fand das Referendum in Belize statt. Bei einer Wahlbeteiligung von 65 % stimmten 55 % der Wähler ebenfalls für die Beauftragung des Internationalen Gerichtshofs. Im Juni 2019 nahm der Gerichtshof diese Beauftragung formal an.